# ジョン・セーリス
ジョン・セーリス（John Saris, 1579年か1580年 - 1643年12月11日）は、イギリス船として初めて日本に来航したイギリス東インド会社の貿易船「クローブ号」の指揮官。イングランド国教会（聖公会）の信徒。1614年に著した『ジョン・セーリス日本航海記』（自筆本）は日本の重要文化財に指定されている。

## 略歴
1579年（もしくは1580年）ロンドンで3人兄弟の末っ子として生まれる。1604年に、サー・ヘンリー・ミドルトン率いる東インド会社の東アジア方面第二次航海（Second Voyage）に参加し、ジャワのバンタンに赴く。一行が帰国後もバンタンに留まり、東インド会社の商務員として働く。
1611年4月18日、通商を求めるイングランド国王ジェームズ1世の国書を持って貿易船「クローブ号」を指揮して日本へ向けてロンドンを出港し、1613年6月11日（慶長18年）に肥前の平戸に到着。ウィリアム・アダムス（三浦按針）の支援のもとで、徳川家康より貿易を許可する朱印状を得て、平戸にイギリス商館を開設し、リチャード・コックスを商館長として残して帰国した。
日本から帰国したのちはアジアに戻ることはなく、イギリスで暮らす。ロンドン市長を務めたサー・トーマス・キャンベルの孫娘アンと1615年に結婚したが、1622年に死別。1643年に亡くなるまでロンドンのフルハムで静かに余生を送る。
フルハムにあるイングランド国教会の教区教会（Church of England parish church）であるオール・セインツ教会 (フルハム)に埋葬されて、教会の内陣には墓碑があり、床の記念プレートにもその名が刻まれている。

## 旅程
- 1611年4月18日：クローブ号他2隻の船団長としてイングランド出航。マダガスカル、イエメン、バンタム（ジャワ島）、セイロン（スリランカ）、ティドレ（インドネシア）、モルッカ諸島などを経て、クローブ号にて日本に向かう（他2隻は帰還）[5]。
- 1613年
  - 6月10日：肥後天草沖で日本の漁船4隻と会い、水先案内を依頼する。二人がクローブ号に乗り込み、平戸まで案内する[6]。
  - 6月11日：平戸着。平戸藩主・松浦隆信とその後見人で祖父の松浦鎮信の2人とクローブ船上で面会し、鉄砲を贈呈。肉や魚、果物など食料を贈られる[6]。
  - 8月7日：ウィリアム・アダムスを伴い、平戸藩が用意した船で[6]、駿府と江戸へ向け平戸を出発。
  - 8月29日：下関、堺、大坂を経て京都着。
  - 9月6日：駿府着。徳川家康に謁見。ジェームズ1世の国書と献上品を渡す[5]。家康に花火を披露したとされる。
  - 9月12日：駿府発。鎌倉では大仏を見学し、内部の壁にサインをしたと日誌に記しているが、発見されていない。
  - 9月14日：江戸に到着。将軍・徳川秀忠に謁見。
  - 9月21日：江戸を出発。
  - 9月29日：駿府着。
  - 10月9日：駿府発。
  - 10月16日：京都着。
  - 10月20日：京都発（平戸藩の用意した船で大阪から海路で下関へ、陸路で平戸へ向かう）[5]。
  - 11月6日：平戸着。中国人貿易商李旦の持家を借り、イギリス商館とする[7]。
  - 12月5日：交易を許す旨の家康からの朱印状と献上品を持って、クローブ号にて日本を出航。
- 1614年
  - 9月：イングランド、プリマス到着。
  - 12月：ロンドン到着。書状と献上品を国王に渡し、その他の美術品はイギリス初となるオークションで売却される。春画も持ち込んだが、猥褻を理由に没収、破毀される[5][8]。

（書状、献上品についてはクローブ号を参照）

## 航海日誌
- 『ジョン・セーリス日本航海記』の自筆本（東洋文庫所蔵）は、1952年に国の重要文化財に指定されている[2]。
- 訳書『セーリス 日本渡航記』、村川堅固訳、岩生成一校訂、「新異国叢書6」雄松堂書店、新版1980年